# Walter Noddack
Walter Noddack, nemški kemik, * 17. avgust 1893, Berlin, † 7. december 1960, Berlin.
Noddack je skupaj z Ido Tacke (bodočo ženo) in Ottom Bergom leta 1925 odkril tehnecij in renij.
1. 1 2  Brockhaus Enzyklopädie
2. 1 2  Munzinger Personen